# Jack Bender
Jack Bender – amerykański reżyser, scenarzysta, producent telewizyjny, a także aktor.
Był reżyserem produkowanego dla stacji ABC serialu Zagubieni. To on stanął za kamerą przy kręceniu zdjęć do ostatniego odcinka serii. Za pracę przy Lost Bender był trzy razy nominowany do nagrody Emmy.
Jako reżyser pracował również przy innych znanych produkcjach, takich jak: Rodzina Soprano, Boston Public, Carnivàle czy Gra o tron.